# Zion Narrows

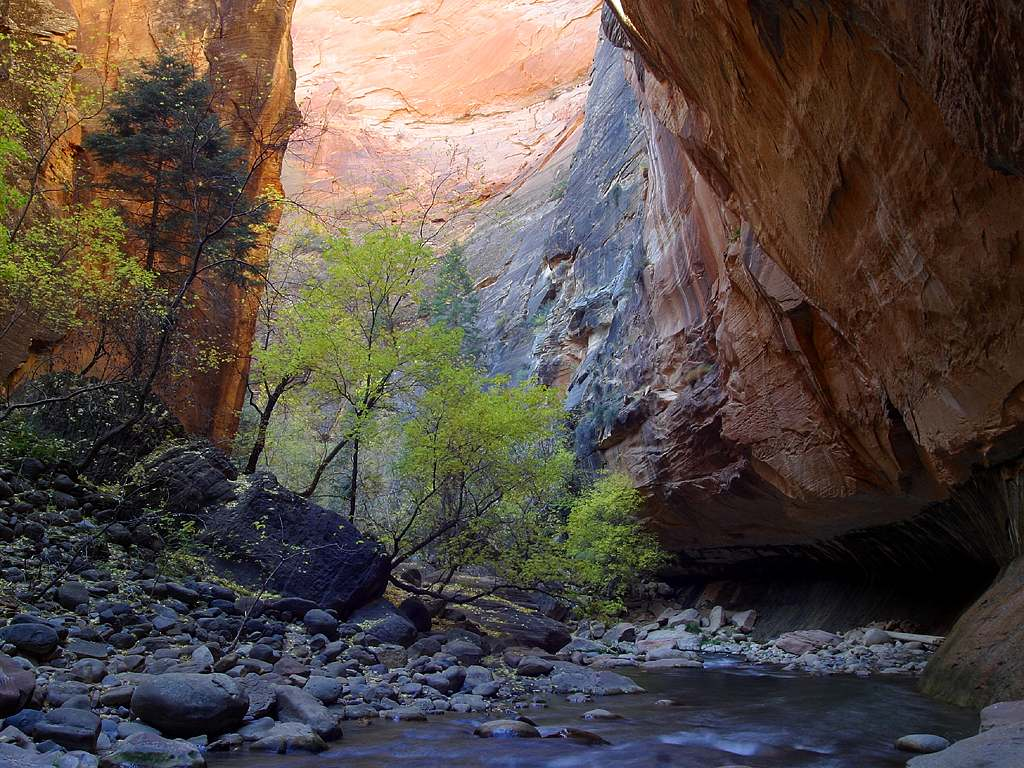
Die Narrows des Virgin Rivers im Zion-Nationalpark.

Die Zion Narrows (Zion-Engpässe) sind eine Folge von engen Canyons des Virgin Rivers im Zion-Nationalpark im US-Bundesstaat Utah. Die Felsdurchbrüche durch den weichen Navajo-Sandstein haben eine Länge von rund 26 km und sind bei Niedrigwasser passierbar.

## Geographie
Der Virgin River entsteht aus zwei Quellflüssen, dem East Fork Virgin und dem North Fork Virgin. Die Narrows werden vom North Fork Virgin gebildet, der im Kane County in Utah in 2800 m Höhe entspringt und zunächst in westlicher Richtung fließt. Nach etwa 18 km erreicht der Fluss die Chamberlain’s Ranch, dem Einstieg zum Trail durch den Canyon. Nach drei Kilometern passiert er die Grenze zum Zion-Nationalpark und bildet hier eine 150 m tiefe Schlucht. In diesem Bereich gibt es etwa 3,5 m hohe Wasserfälle, die North Fork Falls. Sechs Kilometer weiter an der Einmündung des Deep Creeks ist die Schlucht schon 400 m tief und der Fluss biegt nach Süden. Ab hier wird der Canyon flacher und breiter, die Sandsteinwände sind nur noch 10 bis 30 Meter hoch und weisen an beiden Seiten Baumbestand auf.  Nach weiteren vier Kilometern bei Big Spring verengt sich der Canyon erneut, die Wände werden höher und die eigentlichen Narrows beginnen. Von Westen her mündet der nur zeitweilig Wasser führende Orderville Canyon in die Narrows. Der Canyon bildet jetzt beiderseits des Flusses senkrechte Sandsteinfelsen und endet nach sechs Kilometern und zahlreichen Biegungen. Zwei Kilometer südlich passiert der Fluss den Temple of Sinawava und erreicht den 400 bis 800 m breiten Zion-Canyon mit hohen Sandsteinformationen an beiden Seiten, die eine Höhe bis zu 730 m über dem Canyonboden erreichen.

## Geologie
Als im Tertiär große Seen den nordamerikanischen Kontinent bedeckten, bildeten sich sedimentäre Ablagerungen unterschiedlicher Mächtigkeit, darunter bevorzugt der Navajo-Sandstein. Dieser leuchtet je nach Lichtverhältnissen gelblich, orange, rot bis violett. Das gesamte Gebiet im südwestlichen Utah gehört zum Grand Staircase, dessen bedeutendste Schicht aus weichem Navajo-Sandstein besteht und verantwortlich für die zahlreichen Canyons in dieser Gegend ist. Die darunter liegende härtere Kayenta-Schicht verhindert ein weiteres Abtragen des Canyonbodens.
Der Navajo-Sandstein ist relativ porös und durchlässig. Die Kayenta-Formation dagegen ist weniger undicht. Regen- und Schmelzwasser sickert langsam vom Canyonrand nach unten, bis es auf die undurchlässige Kayenta-Formation trifft und seitwärts abgeleitet wird. Schließlich tritt es am Fuß der Sandsteinwand als Quelle oder Sickerwasser nach außen. Derartige Quellen und Sickerstellen sind häufig im Zion-Nationalpark anzutreffen. Diese sind typischerweise alkalisch und enthalten einen beträchtlichen Anteil von gelöstem Kalzium und anderen Mineralien. Sie bilden Felsablagerungen, die Tuffstein genannt werden und sehr häufig am Flussufer und höher am Fels anzutreffen sind. Überall im Zion-Canyon sind die Quellen und Sickerstellen verantwortlich für die üppigen Hängenden Gärten, wie bei Weeping Rock.
Der North Fork des Virgin Rivers entspringt bei Cascade Falls im Cedar Breaks National Monument in rund 2800 m Höhe. Zusammen mit seinen Nebenflüssen führt er auf seinem Weg nach Südwesten massenhaft Sedimente mit sich, die in den Narrows und weiter flussabwärts ablagert werden, sogar bis zum 300 m tiefer liegenden Lake Mead in etwa 320 km Entfernung. Dabei verursacht normales Flusswasser nur 10 Prozent der Erosion, während Hochwasser (Flashfloods) im Frühjahr und Starkregen bei Gewittern 90 Prozent ausmachen.
Etwa 16 km südlich der Nordgrenze des Nationalparks beginnen die Narrows, eine beeindruckende Schlucht, die der Fluss tief in den Navajo-Sandstein geschnitten hat. Die Erosion des relativ weichen Sandsteins ist 1,5 km oberhalb der Einmündung des Orderville Canyons besonders spektakulär. Hier hat die Schlucht teilweise nur eine Breite von fünf Metern am Canyonboden und eine Höhe von rund 300 Metern.

## Geschichte

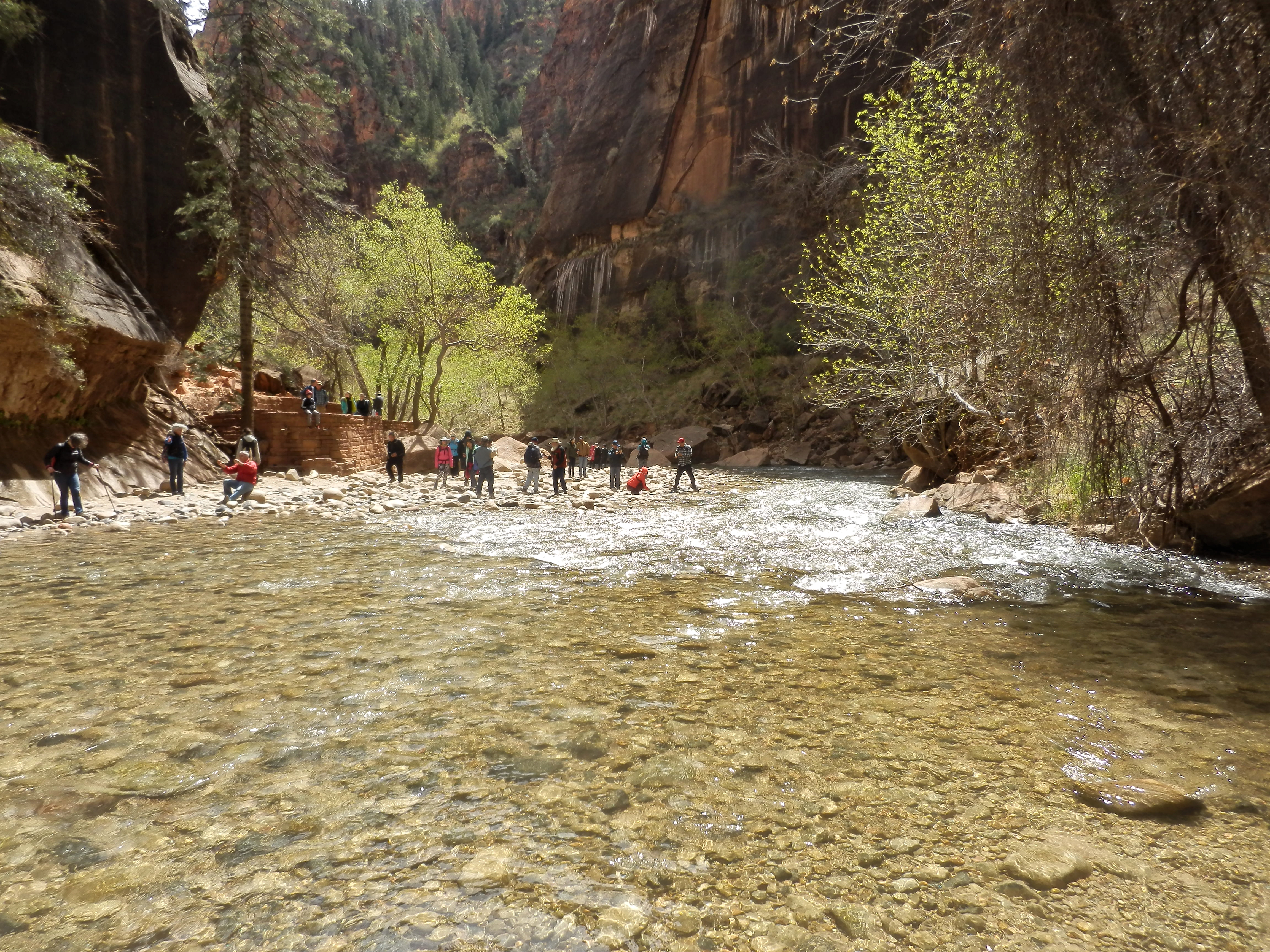
Wanderer in den Narrows.

Die Anasazi bewohnten das Gebiet von etwa 500 bis 1200 n. Chr. und hinterließen Felswohnungen und Felsmalereien im gesamten Nationalpark. Danach lebten hier Angehörige der südlichen Paiute, einem Indianerstamm aus dem Kulturareal des Großen Beckens. Heute kommen Paiute-Indianer gelegentlich aus religiösen Gründen in den Park, aber auch, um seltene Pflanzen zu sammeln. Der Mormone Nephi Johnson wurde im Jahr 1858 von einem Paiute-Indianer zum Zion-Canyon geführt und war vermutlich der erste Weiße, der die Narrows zu Gesicht bekam. 1861 und 1862 wurden die Orte Virgin und Springdale südlich des heutigen Nationalparks von Mormonen gegründet. Im folgenden Jahr errichtete Isaac Behunin eine Hütte im oberen Zion Canyon, um dort im Sommer eine Farm zu bewirtschaften und wurde der erste weiße Siedler im Canyon. Nach 1863 besiedelten zahlreiche weitere Farmer den Canyon. Im frühen 20. Jahrhundert betrieb David Flanigan ein Transportsystem im Canyon, um Holz aus den Wäldern in der Höhe zum rund 650 m tieferen Canyonboden zu schaffen.
1872 erforschten John Wesley Powell und der Geologe Grove Karl Gilbert vom Grand Canyon kommend die gesamte Region, die sie im Auftrag der US-Regierung untersuchten und kartographierten. Sie passierten als erste zu Pferde die Narrows und nannten den Zion-Canyon Mukuntuweap (gerader Canyon), da sie dachten, es wäre der Paiuteausdruck für diesen Canyon. 1909 unterzeichnete Präsident William Howard Taft eine Proklamation zum Schutz des Zion-Canyons und der Umgebung. Die erste Straße zum Zion-Canyon wurde im Jahr 1917 eröffnet. Unter der Regierung von Präsident Woodrow Wilson wurde das Schutzgebiet vergrößert, 1918 in Zion National Monument umbenannt und erhielt ein Jahr später den Status eines Nationalparks. In den frühen Jahren des Tourismus zum Zion-Nationalpark konnten die Besucher die Narrows zu Pferde durchqueren. Ab 1960 wurde das Wandern auf dem Riverside Trail durch die Narrows populär.